# جينا برنس-بيثوود
جينا برنس-بيثوود (بالإنجليزية: Gina Prince-Bythewood) (و. 1969  م) هي مخرجة أفلام، وكاتبة سيناريو أمريكية، ولدت في نيويورك.

## التعليم
تعلمت في مدرسة يو سي إل إيه للمسرح والسينما والتلفزيون ‏
.

## وصلات خارجية
- جينا برنس-بيثوود على موقع IMDb (الإنجليزية)
- جينا برنس-بيثوود على موقع ألو سيني (الفرنسية)
- جينا برنس-بيثوود على موقع أول موفي (الإنجليزية)
- جينا برنس-بيثوود على موقع بوكس أوفيس موجو (الإنجليزية)
- جينا برنس-بيثوود على موقع قاعدة بيانات الأفلام السويدية (السويدية)
- جينا برنس-بيثوود على موقع قاعدة بيانات الفيلم (الإنجليزية)
- جينا برنس-بيثوود على موقع كينوبويسك (الروسية)